# Galatská věž
Galatská věž (turecky Galata Kulesi) nebo též Kristova věž (latinsky Christea Turris) se nachází v Istanbulu, největším městě Turecka, v jeho městském obvodu Beyoğlu. Byla součástí městského opevnění, které zde vybudovali Janované. Snad sloužila i jako maják.

## Historie
První věž (Megalos Pyrgos) byla zbudována v roce 527 byzantským císařem Justiniánem I. u severního konce Zlatého rohu a sloužila jako pozorovatelna. Byla zničena roku 1204 při dobývání Konstantinopole během čtvrté křížové výpravy.
Ve 14. století existovalo na pahorku položeném severně od Zlatého rohu samostatné město Galata, budované Janovany, které jim sloužilo jako opěrný bod pro jejich obchodní aktivity s Orientem. Na dohled od ní, jižně od Zlatého rohu, ležela na poloostrově vybíhajícím do Bosporské úžiny Konstantinopol, centrum Byzantské říše. Janované město v letech 1348–1349, přes zákaz jim daný, obehnali hradbami a jako jejich součást vybudovali na nejvyšším místě novou Galatskou věž, kterou nazvali Christea Turris (Kristova věž).
Roku 1453 opanovali město Osmané a ve věži se usídlil oddíl janičářů, v 15. století sloužila věž jako vězení pro válečné zajatce a posléze v 16. století jako strážnice. Po zániku Osmanské říše se využívala jako požární pozorovatelna.
Věž přežila řadu zemětřesení i požárů, byla mnohokrát poškozena, ale přesto zůstala stát. V roce 1967 byla zrestaurována architektem Köksalem Anadolem, který jí vrátil původní podobu, včetně kónického tvaru střechy.
Je vysoká bezmála 70 metrů, vyhlídkové patro se nachází ve výšce 51,65 metru. V době svého postavení byla nejvyšší stavbou města. Vnější průměr má 16,45 metru a vnitřní 8,95 metru. V horních patrech, kam vyvezou zájemce dva výtahy, je umístěna restaurace a kavárna, které nabízejí hezký výhled na celý Istanbul a na Bospor.